# Crest de Bizanci
Crest de Bizanci (en llatí Chrestus, en grec Χρῆστος) va ser un erudit, deixeble d'Herodes Àtic, que va viure al segle ii.
Va ensenyar retòrica a Atenes i on va arribar a tenir un centenar de deixebles. Entre altres, Filòstrat menciona a Hippodromus, Filiscus, Nicomedes, Aristaenetus i Callaeschrus. També diu que Crest era molt amic del vi.